# Еглинг ан дер Пар
Еглинг ан дер Пар (њем. Egling an der Paar) општина је у њемачкој савезној држави Баварска. Једно је од 31 општинског средишта округа Ландсберг ам Лех. Према процјени из 2010. у општини је живјело 2.271 становника. Посједује регионалну шифру (AGS) 9181116.

## Географски и демографски подаци
Еглинг ан дер Пар се налази у савезној држави Баварска у округу Ландсберг ам Лех. Општина се налази на надморској висини од 552 метра. Површина општине износи 20,8 km². У самом мјесту је, према процјени из 2010. године, живјело 2.271 становника. Просјечна густина становништва износи 109 становника/km².